# Counterparts (Rush)
Counterparts is het vijftiende album van Rush, uitgebracht in 1993 door Anthem Records en Atlantic Records.

## Nummers
1. Animate – 6:05
2. Stick It Out – 4:30
3. Cut to the Chase – 4:49
4. Nobody's Hero – 4:54
5. Between Sun and Moon – 4:37
6. Alien Shore – 5:45
7. The Speed of Love – 5:03
8. Double Agent – 4:51
9. Leave That Thing Alone – 4:06
10. Cold Fire – 4:27
11. Everyday Glory – 5:10

## Artiesten
- Geddy Lee - zang, basgitaar
- Alex Lifeson - gitaar
- Neil Peart - drums